# باشگاه فوتبال نالکوتان
باشگاه فوتبال نالکوتان یک تیم فوتبال وانواتوایی مستقر در تانا است. آنها در وانواتو به عنوان دومین باشگاه غیر مستقر در پورت ویلا شناخته می‌شوند که به لیگ قهرمانان اقیانوسیه راه یافته‌اند.

## تاریخچه
نالکوتان در سال ۱۹۶۳ تاسیس شد. با این حال اطلاعات زیادی در مورد ۵۰ سال اول وجود ندارد. در سال ۲۰۱۱، نالکوتان با شکست ۱-۰ سیا راگا، جام تی‌وی‌ال را به دست آورد. این اولین بار از سال ۱۹۸۰ بود که یک باشگاه خارج از پورت ویلا قهرمان جام شد. در سال ۲۰۱۶، آنها با قهرمانی در سوپر لیگ ملی وانواتو در سراسر منطقه اقیانوسیه نورافشانی کردند که به این معنی بود که آنها برای اولین بار در تاریخ باشگاه به لیگ قهرمانان اقیانوسیه ۲۰۱۸ راه یافته بودند.

## افتخارات
- سوپر لیگ ملی وانواتو: ۱ قهرمانی